# Viva (álbum de Aline Barros)
Viva é um álbum de estúdio da cantora brasileira Aline Barros, lançado em dezembro de 2018 pela gravadora Sony Music Brasil, com produção musical de Johnny Essi.
O disco foi precedido pelos singles "Eternidade" e "Amém", ambos escritos em colaboração com o cantor Pr. Lucas. Na obra, a cantora explorou uma sonoridade mais pop com elementos eletrônicos. Sobre a sonoridade, Aline chegou a comentar em entrevista: "Se reinventar realmente não é fácil. Acho que a gente tem que estar aberto para coisas novas sem perder a essência e a sua característica".

## Faixas
1. Redenção (Aline Barros, Johnny Essi, Mariah Gomes, Silas Herbe)
2. Viva Esperança (Pr. Lucas e Aline Barros)
3. Eternidade (Pr. Lucas e Aline Barros)
4. Maravilhosa Graça (Pr. Lucas e Aline Barros)
5. Amém (Pr. Lucas, Aline Barros e Johnny Essi)
6. Acredito Sim (Pr. Lucas e Aline Barros)
7. Infinito (Igor Montijo)

## Lançamento e recepção
| Críticas profissionais | Críticas profissionais |
| Avaliações da crítica  | Avaliações da crítica  |
| Fonte                  | Avaliação              |
| ---------------------- | ---------------------- |
| Super Gospel           | [ 4 ]                  |

Viva foi lançado exclusivamente nas plataformas digitais, sem edição física. O disco recebeu avaliações positivas da mídia especializada. Com cotação de três estrelas de cinco, o Super Gospel afirmou que "por mais que algumas canções possam não alcançar o mesmo ponto de vigor e criatividade dos pontos mais altos da carreira da intérprete, a sonoridade é mais fundamentada".